# Professor Longhair
Professor Longhair (geboren als Henry Roeland Byrd) (19 december 1918 - 30 januari 1980) was een Amerikaanse pianist en zanger die wordt beschouwd als de grondlegger van de New Orleans-pianostijl: een Rhythm-and-blues-variant met Caribische invloeden.
Nadat hij eerder aan de kost kwam als tapdanser, beroepsgokker en bokser brak hij in 1940 door als pianist. Zijn populariteit duurde voort tot de vroege jaren 60 en leverde hits op als Mardi Grass in New Orleans en Big Chief. Toch slaagde hij er daarna niet meer in om met muziek zijn brood te verdienen. Hij maakte opnieuw van gokken zijn beroep en raakte uiteindelijk berooid. Dankzij navolgers als Fats Domino, Allen Toussaint en Dr. John had hij inmiddels wel de status van icoon bereikt en toen de belangstelling voor traditionele New Orleans-muziek begin jaren 70 een opleving kende begonnen de organisatoren van het New Orleans Jazz and Heritage Festival een zoektocht naar Professor Longhair. Ze vonden hem terug in een platenzaak waar hij werkzaam was als schoonmaker en boodschappenjongen. Hij had al jaren geen piano meer aangeraakt en hij kon zich geen eigen instrument veroorloven. Op het New Orleans Jazz and Heritage Festival van 1971 maakte hij niettemin een succesvolle comeback. Gedurende de rest van de jaren zeventig bleef hij optreden en platen opnemen. Hij overleed in 1980 aan een hartaanval.

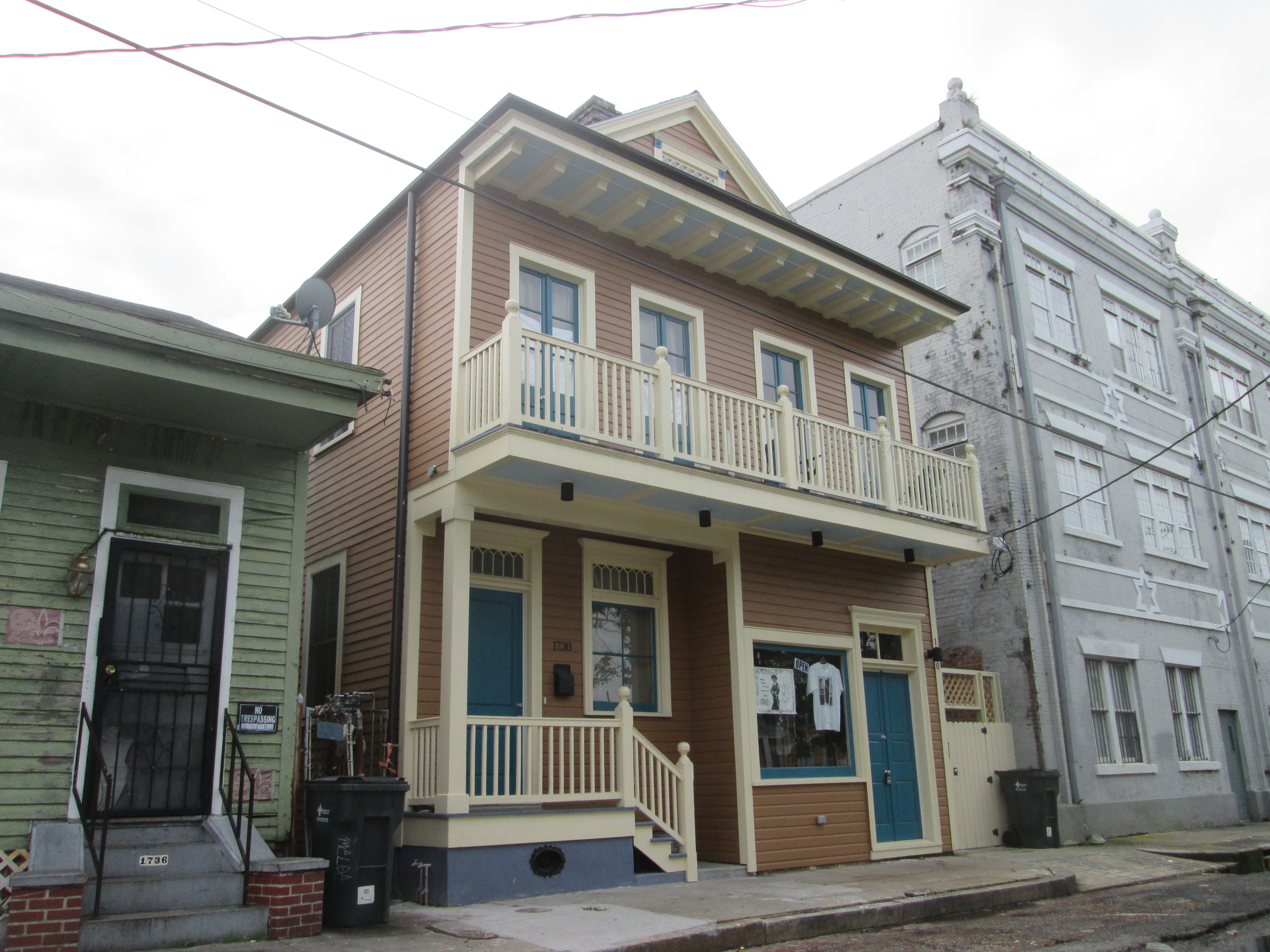
Professor Longhair's voormalige woonhuis in 2015

- Biblioteca Nacional de España: XX1058667
- Bibliothèque nationale de France: cb138986999 (data)
- Gemeinsame Normdatei: 134867483
- International Standard Name Identifier: 0000 0000 7969 8835
- Library of Congress Control Number: n83185403
- MusicBrainz: c6177e77-151d-422d-bc87-57ae21d2780e
- Nederlandse Thesaurus van Auteursnamen: 099453967
- LIBRIS: 386981
- SNAC: w66v5zs3
- Système universitaire de documentation: 244319421
- Trove: 1078990
- Virtual International Authority File: 5118728
- WorldCat: E39PBJw4Gtmpxk4WdMy9r6bfMP